# 네덜란드 U-19 축구 국가대표팀
네덜란드 U-19 축구 국가대표팀(네덜란드어: Nederlands voetbalelftal onder 19)은 해당 연령대의 국제 축구에서 네덜란드를 대표하는 축구팀이며, 네덜란드 축구 관리 기관인 네덜란드 왕립 축구 협회의 관리를 받는다.
해당 팀은 UEFA U-19 축구 선수권 대회와 FIFA U-20 월드컵에 네덜란드를 대표해 출전한다.